# Sonzay
Sonzay és un municipi francès, situat al departament de l'Indre i Loira i a la regió de Centre – Vall del Loira. L'any 2007 tenia 1.252 habitants.

## Demografia

### Població
El 2007 la població de fet de Sonzay era de 1.252 persones. Hi havia 497 famílies, de les quals 118 eren unipersonals (43 homes vivint sols i 75 dones vivint soles), 162 parelles sense fills, 189 parelles amb fills i 28 famílies monoparentals amb fills.
La població ha evolucionat segons el següent gràfic:
Habitants censats

### Habitatges
El 2007 hi havia 586 habitatges, 501 eren l'habitatge principal de la família, 38 eren segones residències i 47 estaven desocupats. 550 eren cases i 34 eren apartaments. Dels 501 habitatges principals, 370 estaven ocupats pels seus propietaris, 120 estaven llogats i ocupats pels llogaters i 11 estaven cedits a títol gratuït; 2 tenien una cambra, 29 en tenien dues, 92 en tenien tres, 156 en tenien quatre i 224 en tenien cinc o més. 414 habitatges disposaven pel capbaix d'una plaça de pàrquing. A 196 habitatges hi havia un automòbil i a 271 n'hi havia dos o més.

### Piràmide de població
La piràmide de població per edats i sexe el 2009 era:
| Homes | Edats   | Dones |
| ----- | ------- | ----- |
| 0     | 95 o +  | 4     |
| 0     | 90 a 94 | 0     |
| 4     | 85 a 89 | 12    |
| 12    | 80 a 84 | 8     |
| 8     | 75 a 79 | 20    |
| 16    | 70 a 74 | 24    |
| 12    | 65 a 69 | 20    |
| 44    | 60 a 64 | 36    |
| 48    | 55 a 59 | 20    |
| 44    | 50 a 54 | 44    |
| 36    | 45 a 49 | 52    |
| 40    | 40 a 44 | 48    |
| 36    | 35 a 39 | 40    |
| 36    | 30 a 34 | 44    |
| 20    | 25 a 29 | 32    |
| 36    | 20 a 24 | 20    |
| 56    | 15 a 19 | 57    |
| 36    | 10 a 14 | 36    |
| 44    | 5 a 9   | 52    |
| 20    | 0 a 4   | 12    |

## Economia
El 2007 la població en edat de treballar era de 815 persones, 651 eren actives i 164 eren inactives. De les 651 persones actives 612 estaven ocupades (331 homes i 281 dones) i 40 estaven aturades (20 homes i 20 dones). De les 164 persones inactives 74 estaven jubilades, 56 estaven estudiant i 34 estaven classificades com a «altres inactius».

### Ingressos
El 2009 a Sonzay hi havia 527 unitats fiscals que integraven 1.333 persones, la mediana anual d'ingressos fiscals per persona era de 17.725 €.

### Activitats econòmiques
Dels 47 establiments que hi havia el 2007, 1 era d'una empresa extractiva, 1 d'una empresa alimentària, 6 d'empreses de fabricació d'altres productes industrials, 10 d'empreses de construcció, 5 d'empreses de comerç i reparació d'automòbils, 1 d'una empresa de transport, 5 d'empreses d'hostatgeria i restauració, 1 d'una empresa d'informació i comunicació, 3 d'empreses financeres, 3 d'empreses immobiliàries, 6 d'empreses de serveis, 3 d'entitats de l'administració pública i 2 d'empreses classificades com a «altres activitats de serveis».
Dels 16 establiments de servei als particulars que hi havia el 2009, 1 era una oficina de correu, 1 taller de reparació d'automòbils i de material agrícola, 4 guixaires pintors, 2 fusteries, 1 lampisteria, 1 electricista, 1 perruqueria, 1 veterinari, 3 restaurants i 1 agència immobiliària.
Dels 2 establiments comercials que hi havia el 2009, 1 era una botiga de menys de 120 m² i 1 una fleca.
L'any 2000 a Sonzay hi havia 35 explotacions agrícoles que ocupaven un total de 2.346 hectàrees.

## Equipaments sanitaris i escolars
El 2009 hi havia una escola elemental.

## Poblacions més properes
El següent diagrama mostra les poblacions més properes.